# Liste der Biografien/Willic
Liste der Biografien |
Portal Biografien |
Personensuche
# |
A |
B |
C |
D |
E |
F |
G |
H |
I |
J |
K |
L |
M |
N |
O |
P |
Q |
R |
S |
T |
U |
V |
W |
X |
Y |
Z |
?
 
Wa |
Wc |
Wd |
We |
Wh |
Wi |
Wj |
Wl |
Wn |
Wo |
Wr |
Ws |
Wt |
Wu |
Ww |
Wy |
Wz
 
Wia |
Wib |
Wic |
Wid |
Wie |
Wif |
Wig |
Wih |
Wii |
Wij |
Wik |
Wil |
Wim |
Win |
Wio |
Wip |
Wir |
Wis |
Wit |
Wiv |
Wiw |
Wix |
Wiz
 
Wila |
Wilb |
Wilc |
Wild |
Wile |
Wilf |
Wilg |
Wilh |
Wili |
Wilj |
Wilk |
Will |
Wilm |
Wiln |
Wilo |
Wilp |
Wilr |
Wils |
Wilt |
Wilu |
Wilw |
Wily |
Wilz
 
Willa |
Willb |
Willc |
Willd |
Wille |
Willf |
Willg |
Willh |
Willi |
Willj |
Willk |
Willm |
Willn |
Willo |
Willr |
Wills |
Willu |
Willv |
Willw |
Willy
 
Willia |
Willib |
Willic |
Willie |
Willig |
Willik |
Willim |
Willin |
Williq |
Willir |
Willis |
Willit |
Williu
Die Liste der Biografien führt alle Personen auf, die in der deutschsprachigen Wikipedia einen Artikel haben. Dieses ist eine Teilliste mit 27 Einträgen von Personen, deren Namen mit den Buchstaben „Willic“ beginnt.

## Willic

### Willica
- Willicarius, Erzbischof von Vienne zur Zeit von Karl Martell

### Willich
- Willich gen. von Pöllnitz, Karl von (1802–1875), Landtagsabgeordneter Großherzogtum Hessen
- Willich gen. von Pöllnitz, Wilhelm von (1807–1887), Landtagsabgeordneter Großherzogtum Hessen
- Willich, August (1810–1878), Führer der Aufständischen während der Badischen Revolution und General der Nordstaaten im Sezessionskrieg
- Willich, Cäsar (1825–1886), deutscher Porträt- und Genremaler
- Willich, Cissy (1888–1970), deutsche Lehrerin und Autorin
- Willich, Eberhard (1919–2020), deutscher Kinderradiologe
- Willich, Ehrenfried von (1777–1807), evangelischer Feldprediger
- Willich, Ehrenfried von (1807–1880), preußischer Verwaltungsjurist
- Willich, Friedrich (1846–1917), oldenburgischer Regierungsbeamter
- Willich, Friedrich Justus (1789–1853), deutscher Jurist und Politiker
- Willich, Friedrich von (1842–1918), preußischer Generalleutnant
- Willich, Georg Wilhelm von (1718–1792), Richter am Oberappellationsgericht
- Willich, Hans (1869–1943), deutscher Architekturhistoriker
- Willich, Heinrich Christoph von (1759–1827), deutscher Pastor und Unternehmer
- Willich, Hellmut (1895–1968), deutscher SS-Führer und Polizeigeneral, SS-Brigadeführer und Generalmajor der Polizei
- Willich, Hugo (* 1859), deutscher Autor, Musiker und Seminarlehrer
- Willich, Jodocus (1501–1552), deutscher Universalgelehrter
- Willich, Kurt von (1860–1903), deutscher Gutsbesitzer und Verwaltungsjurist
- Willich, Martin (1583–1633), deutscher lutherischer Theologe
- Willich, Martin (* 1945), deutscher Jurist, Manager und Politiker (CDU), MdHB
- Willich, Moritz von († 1810), Arzt, erster Landphysikus von Rügen, Königlich schwedischer Leibarzt
- Willich, Philipp Georg von (1720–1787), evangelischer Propst und Pfarrer in Sagard (Rügen)
- Willich, Stefan (* 1959), deutscher Arzt und Dirigent
- Willich, Wilhelm von (1797–1875), preußischer Generalmajor

### Willick
- Willick, Ulla (1940–2019), deutsche Theaterschauspielerin
- Willicks, Yvonne (* 1970), deutsche Fernsehmoderatorin und AutorinYvonne Willicks (* 1970)

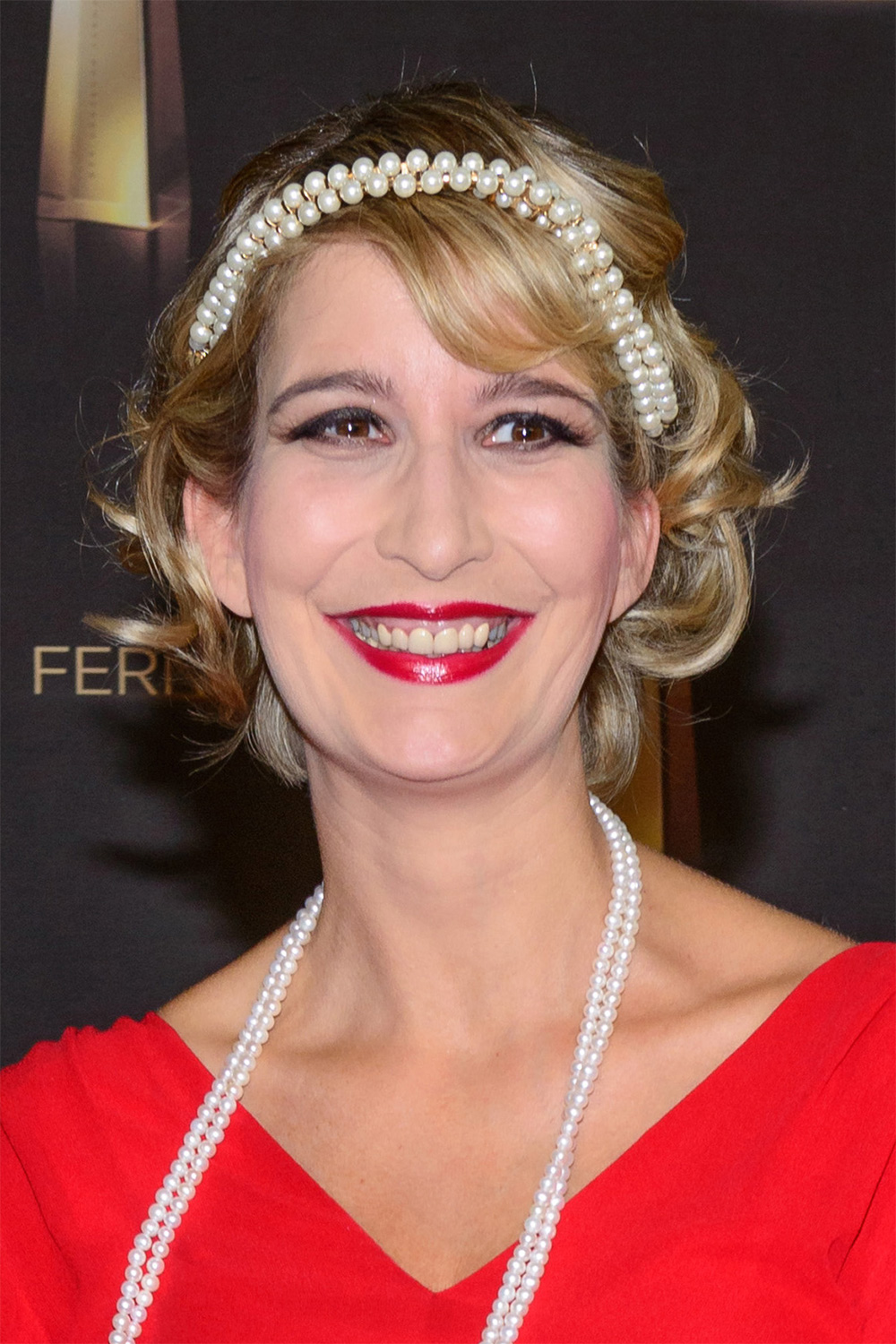
Yvonne Willicks (* 1970)